# Heavy Cream
Heavy Cream è un album discografico raccolta del gruppo musicale rock inglese Cream, pubblicato nel 1972. 

## Tracce
Lato 1
1. Strange Brew (Eric Clapton, Gail Collins Pappalardi, Felix Pappalardi) – 2:45
2. White Room (Jack Bruce, Pete Brown) – 4:37
3. Badge (Clapton, George Harrison) – 2:45
4. Spoonful (Willie Dixon) – 6:31
5. Rollin' and Tumblin' (Morganfield) – 4:41

Lato 2
1. I Feel Free (Bruce, Brown) – 2:54
2. Born Under a Bad Sign (Booker T. Jones, William Bell) – 3:08
3. Passing the Time (Ginger Baker, Mike Taylor) – 4:31
4. As You Said (Bruce, Brown) – 4:19
5. Deserted Cities of the Heart (Bruce, Brown) – 3:36

Lato 3
1. Cat's Squirrel (Dr. Isaiah Ross, arr. Cream) – 3:05
2. Crossroads (Robert Johnson, arr. Clapton) – 4:13
3. Sitting on Top of the World (Vinson, Chatmon; arr. Burnett) – 4:56
4. SWLABR (Bruce, Brown) – 2:31
5. What a Bringdown (Baker) – 3:54
6. Tales of Brave Ulysses (Clapton, Martin Sharp) – 2:45

Lato 4
1. Take It Back (Bruce, Brown) – 3:04
2. Politician (Bruce, Brown) – 4:11
3. I'm So Glad (Skip James) – 3:55
4. Sunshine of Your Love (Bruce, Brown, Clapton) – 4:08
5. Those Were the Days (Baker, Taylor) – 2:52
6. Doing That Scrapyard Thing (Bruce, Brown) – 3:14

## Formazione
Cream
- Jack Bruce - basso, tastiere, voce, armonica, chitarra
- Eric Clapton - chitarre, voce
- Ginger Baker - batteria, percussioni

Collaboratori
- Felix Pappalardi - piano, viola, organo, basso
- George Harrison - chitarra, cori in Badge